# L'Appel de la vallée
Pour plus de détails, voir Fiche technique et Distribution.
L'Appel de la vallée (The Call of the Canyon) est un film américain réalisé par Victor Fleming, sorti en 1923.

## Fiche technique
- Titre original : The Call of the Canyon
- Titre français : L'Appel de la vallée
- Réalisation : Victor Fleming
- Scénario : Edfrid A. Bingham et Doris Schroeder d'après le roman de Zane Grey
- Direction artistique : Henry Hathaway
- Costumes : Mervyn LeRoy
- Photographie : James Wong Howe
- Pays de production : États-Unis
- Format : Noir et blanc - Film muet
- Genre : western
- Date de sortie : 1923

## Distribution
- Richard Dix : Glenn Kilbourne
- Lois Wilson : Carley Burch
- Marjorie Daw : Flo Hunter
- Noah Beery : Haze Ruff
- Ricardo Cortez : Larry Morrison
- Fred Huntley : Tom Hutter
- Lillian Leighton : Mme Hutter
- Helen Dunbar : Tante Mary
- Mervyn LeRoy : Jack Rawlins
- Tom London : Lee Stanton